# 慶福寺 (蓮田市)
慶福寺（けいふくじ）は、埼玉県蓮田市にある天台宗の寺院。

## 歴史
平安時代前期、慈覚大師円仁によって開山された。ただ、江戸時代初期の慶蓮による中興までの歴史は不明になっている。なお、1994年（平成6年）の本堂新築工事の時に、「建武五年（1338年）」の銘が入った板碑が発見されていることから、円仁の開山であるかはともかく、それなりの古刹であることが推測される。
現在の本堂は、比叡山延暦寺開創千二百年記念事業として、先述の通り1994年（平成6年）に建てられたものであるが、旧本堂も曳家として移動させ、「地蔵堂」として残されている。

## 交通アクセス
- 蓮田駅より徒歩18分。